# Miloš Malý
Miloš Malý (* 19. července 1954 Kroměříž) je český politik, v letech 2010 až 2016 senátor za obvod č. 76 – Kroměříž, v letech 2008 až 2012 zastupitel Zlínského kraje, v letech 2006 až 2010 starosta Kroměříže, člen ČSSD.

## Vzdělání, profese a rodina
Vystudoval Právnickou fakultu Univerzity Jana Evangelisty Purkyně v Brně. Pracoval jako mistr na stavbách v Ostravě, Praze a Studénce, byl zaměstnán na oddělení památkové obnovy podniku Průmyslové stavby ve Zlíně či v Okresním podniku služeb v Kroměříži a Městském národním výboru v Kroměříži. V období 1987–1997 působil na speciálním stavebním úřadě Okresního národního výboru. V letech 1997–2006 vedl Stavební úřad v Kroměříži. Je ženatý, má dceru a syna.

## Politická kariéra
Zasedal v zastupitelstvu města Kroměříž od roku 2006, kdy se také stal starostou Kroměříže. V roce 2010, kdy se stal senátorem, uvolnil post starosty pro Danielu Hebnarovou z ODS, aby umožnil vítězné ČSSD vznik velké koalice. Sám se stal místostarostou.
V letech 2008–2012 zastával funkci zastupitele Zlínského kraje, kde předsedal výboru pro územní plánování.
Ve volbách 2010 se stal senátorem za obvod č. 76 – Kroměříž, když v obou kolech porazil dosavadního senátora Zdeňka Janalíka.
V komunálních volbách v roce 2014 vedl kandidátku ČSSD, ale do Zastupitelstva města Kroměříže se nedostal a skončil tak ve funkcích místostarosty i zastupitele.